# W. Raymond Drake
Walter Raymond Drake (1913–1989) là một đệ tử người Anh của Charles Fort và nhà văn. Ông đã xuất bản chín cuốn sách về chủ đề phi hành gia cổ đại, sớm hơn bốn năm so với tác phẩm bán chạy nhất Chariots of the Gods của Erich von Däniken.
Drake đề xuất trong các cuốn sách của mình rằng các nền văn minh cổ đại là thuộc địa của người ngoài hành tinh cuối cùng đã mất bí mật công nghệ và không thể phân biệt được với con người, và/hoặc nhiều nền văn minh cổ đại khác là kết quả của sự tiếp xúc của con người với người ngoài hành tinh. Tuyên bố của ông được coi là giả lịch sử.
Drake đã dành nhiều năm để đào bới những kho tài liệu khổng lồ, xem xét trường hợp về những dị thường được cho là có thể hỗ trợ cho kịch bản của ông về người ngoài hành tinh vũ trụ tác động đến lịch sử nhân loại. Như chính Drake từng nói, "Tôi khao khát thu thập càng nhiều sự thật càng tốt từ nền văn học cổ đại đến biên niên sử cho cái quá khứ mà Charles Fort đã làm rất xuất sắc cho thế kỷ hiện tại." Một tác giả người Anh sớm hơn một chút so với Drake là Harold T. Wilkins.
Các ấn bản bìa mềm của một vài cuốn sách đầu tiên của Drake đã có mặt ở Mỹ trong những năm 1970 và trở thành sách bán chạy khiêm tốn dưới dạng đó, thường được trưng bày trên các quầy báo bên cạnh các tác phẩm của von Däniken.

## Sách xuất bản
- Gods or Spacemen? (1964) ISBN 0-451-07192-1
- Gods and Spacemen in the Ancient East (1968)
- Mystery of the gods-- Are They Coming Back to Earth? (1972)
- The Ancient Secrets of Mysterious America-is Our Destiny Upon Us? (1973)
- Gods and Spacemen in the Ancient West (1974) ISBN 0-451-06055-5
- Gods and Spacemen in the Ancient Past (1975) ISBN 0-451-06140-3
- Gods and Spacemen Throughout History (1975) ISBN 0-85435-332-1
- Gods and Spacemen in Greece and Rome (1976) ISBN 0-451-07620-6
- Gods and Spacemen in Ancient Israel (1976) ISBN 0-7221-3034-1
- Messengers from the Stars (1977)
- Cosmic Continents (1986)